# Де Глиниасти, Жан
Жан де Глиниасти (фр. Jean de Gliniasty; 27 сентября 1948, Париж) — французский дипломат, Чрезвычайный и Полномочный Посол Франции в России с мая 2009 по октябрь 2013 года.
Имеет университетские степени лиценциата по специальностям «филология» и «право», диплом Института политических наук Парижа (1971), выпускник Национальной школы администрации (Франция), выпуск имени Леона Блюма (1975 год).

## Биография

### Образование
- до 1969 года — получил университетскую степень лицензиата по специальностям «филология» и «право»,
- 1969—1971 год — учёба в Институте политических наук города Парижа, диплом по секции «Государственная служба»
- 1972—1973 год — учёба на подготовительном отделении для поступления в Национальную школу администрации
- 1973—1975 год — учёба в Национальной школе администрации, выпуск имени Леона Блюма;

### Дипломатическая карьера
- 1975 год — 1978 год — работа в центральном высшем аппарате (департамент Северной Африки и Среднего Востока), Министерство иностранных дел Франции;
- 1978 год — 1981 год — Департамент по экономическим и финансовым вопросам МИД Франции;
- 1981 год — 1982 год — заместитель начальника Центра анализа и прогнозирования МИД Франции;
- 1982 год — 1985 год — второй советник Постоянного представительства Франции при Европейских сообществах в Брюсселе;
- 1985 — 1986 год — исполняющий обязанности начальника отдела Департамента МИД Франции по экономическим и финансовым вопросам;
- 1986 — 1989 год — исполняющий обязанности начальника отдела Северной Африки Департамента Северной Африки и Среднего Востока МИД Франции;
- 1989 — 1991 год — начальник отдела развития и сотрудничества в области науки, техники и образования Департамента по культурным, научным и техническим связям МИД Франции;
- 1991 — 1995 год — Генеральный консул в Иерусалиме;
- 1995 — 1999 год — работа в Департаменте политических вопросов и безопасности МИД Франции, директор Департамента ООН и международных организаций МИД Франции ;
- 1999 — 2003 год — Посол, Верховный представитель Французской Республики в Дакаре;
- 1999—2003 год — Чрезвычайный и полномочный Посол в Банджуле (резиденция в Дакаре);
- 2003 — 2006 год — Чрезвычайный и полномочный Посол в Бразилии;
- сентябрь 2006 — январь 2009 года — Директор Департамента Африки и стран Индийского океана МИД Франции.
- 13 января 2009 года — декретом президента Франции по представлению премьер-министра и министра иностранных и европейских дел Франции на заседании Совета министров назначен Чрезвычайный и Полномочный Посол Франции в России[1].
- 29 мая 2009 года — вручил верительные грамоты Президенту Российской Федерации Дмитрию Анатольевичу Медведеву и официально вступил в должность[2].

## Награды
- Офицер ордена Почётного легиона с 13 июля 2008 года[3]
- Офицер ордена «За заслуги» (Франция) с 14 мая 2003 года[4]
- Нагрудный знак МИД России «За вклад в международное сотрудничество» (23 октября 2013 года) — за большой вклад в укрепление российско-французского сотрудничества[5].

## Семья
Женат, имеет троих детей.